# Paid in Full
Paid in Full är hiphopduon Eric B. & Rakims debutalbum, utgivet 7 juli 1987 på 4th & B'way Records.

## Låtlista
Alla låtar är skrivna och producerade av Eric B. & Rakim.
| Nr | Titel                   | Samplingar | Längd |
| -- | ----------------------- | --- | ----- |
| 1  | "I Ain't No Joke"       | - "Pass the Peas" av The J.B.'s - "Theme from the Planets" av Dexter Wansel | 3:54  |
| 2  | "Eric B. Is on the Cut" | - "It's Great to Be Here" av The Jackson 5 - "I Think I'd Do It" av Z. Z. Hill | 3:48  |
| 3  | "My Melody"             | | 6:46  |
| 4  | "I Know You Got Soul"   | - "I Know You Got Soul" av Bobby Byrd - "You'll Like It Too" av Funkadelic - "Different Strokes" av Syl Johnson                                                                                   | 4:46  |
| 5  | "Move the Crowd"        | - "Action Speaks Louder than Words" av Chocolate Milk - "The Jam" av Graham Central Station - "Hot Pants Road" av The J.B.'s - "Pass the Peas" av The J.B.'s - "Sofistifunk" av Return to Forever | 4:23  |
| 6  | "Paid in Full"          | - "Don't Look Any Further" av Dennis Edwards och Siedah Garrett - "Change the Beat" av Fab 5 Freddy och Beeside - "When Boys Talk" av Indeep - "Ashley's Roachclip" av The Soul Searchers         | 3:50  |
| 7  | "As the Rhyme Goes On"  | - "Change the Beat" av Fab 5 Freddy och Beeside - "Hold It, Now Hit It" av Beastie Boys - "Love's Theme" av Fausto Papetti - "I'm Gonna Love You Just a Little Bit More Babe" av Barry White      | 4:00  |
| 8  | "Chinese Arithmetic"    | | 4:07  |
| 9  | "Eric B. Is President"  | - "Funky President" av James Brown - "The Champ" av The Mohawks - "Over Like a Fat Rat" av Fonda Rae - "Long Red" av Mountain                                                                     | 5:15  |
| 10 | "Extended Beat"         | | 3:49  |